# یواس‌اس اسپیت‌فایر (۱۸۱۴)
یواس‌اس اسپیت‌فایر (۱۸۱۴) (به انگلیسی: USS Spitfire (1814)) یک کشتی بود که طول آن 106' (between perpendiculars) بود. این کشتی در سال ۱۸۱۴ ساخته شد.